# Annona (cràter)
Annona és un cràter sobre la superfície del planeta nan Ceres, situat amb el sistema de coordenades planetocèntriques a -44.45 ° de latitud nord i 13.92 ° de longitud est. Fa un diàmetre de 60 km. El nom va ser fet oficial per la UAI el 14 de desembre de 2015 i fa referència a Annona deessa romana de les collites.